# Ricardo Gareca
Ricardo Alberto Gareca Nardi (Tapiales, 1958. február 10. –) argentin labdarúgócsatár, edző, 2015 óta a perui labdarúgó-válogatott szövetségi kapitánya.

## Statisztikája edzőként
2019. november  15-én lett frissítve.
| Csapat                    | Nemzet   | –tól            | –ig           | Mérleg | Mérleg | Mérleg | Mérleg | Mérleg |
| M                         | GY       | D               | V             | GY %   |        |        |        |        |
| ------------------------- | -------- | --------------- | ------------- | ------ | ------ | ------ | ------ | ------ |
| Universitario de Deportes | peru     | 2007 szeptember | 2008 december | 64     | 28     | 21     | 15     | 43.75  |
| Vélez Sarsfield           | argentin | 2009 január     | 2013 december | 168    | 91     | 41     | 36     | 54.17  |
| Peru                      | peru     | 2015 január     | jelenlegi     | 67     | 28     | 16     | 23     | 41.79  |
| Összesen                  | Összesen | Összesen        | Összesen      | 299    | 147    | 78     | 74     | 144.9  |